# Phytocoris conspersipes
Phytocoris conspersipes är en insektsart som beskrevs av Reuter 1909. Phytocoris conspersipes ingår i släktet Phytocoris och familjen ängsskinnbaggar. Inga underarter finns listade i Catalogue of Life.